# Fundy-Nationalpark
Der kanadische Fundy-Nationalpark (englisch Fundy National Park of Canada, französisch Parc national du Canada Fundy) befindet sich an der Bay of Fundy in der Nähe des Dorfes Alma in der Provinz New Brunswick (Neubraunschweig). Im Park gibt es sowohl Seeküste als auch Küstenwälder, das Parkgelände umfasst ein Gebiet von 206 km². Der Park wird von der New Brunswick Route 114 (einem Highway zweiter Ordnung) durchquert.
Der Fundy-Nationalpark ist zugleich das Kerngebiet eines Biosphärenreservats der UNESCO. Das Biosphärenreservat Fundy wurde im Jahr 2007 anerkannt. Das Gebiet wurde 2011 auch in vollem Umfang als Dark Sky Preserve (Lichtschutzgebiet, Fundy Dark Sky Preserve) ausgewiesen. Bei dem Park handelt es sich um ein Schutzgebiet der IUCN-Kategorie II (National Park), welcher von Parks Canada, einer Crown Agency (Bundesbehörde), verwaltet wird.

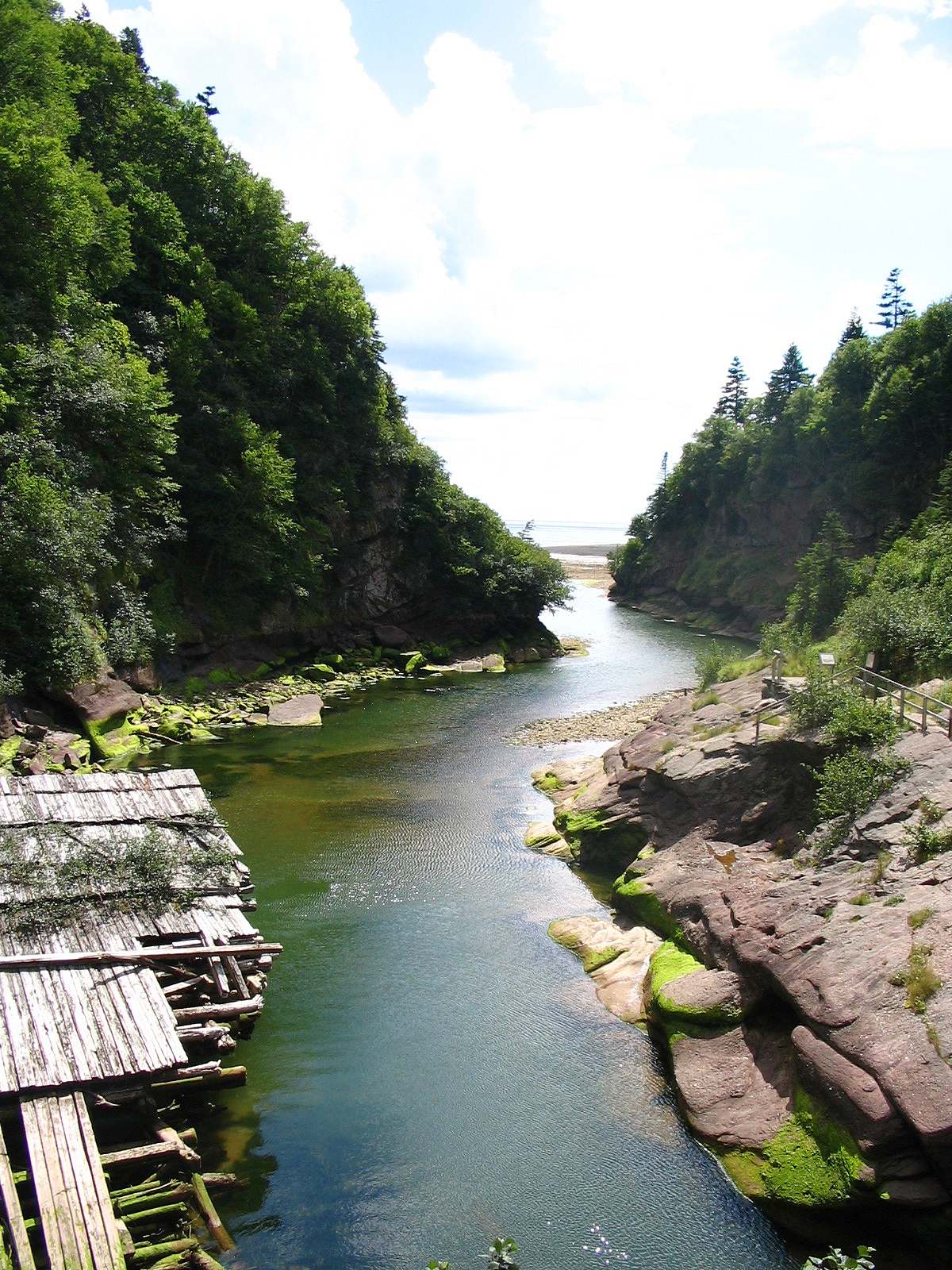
Bucht im Fundy-Nationalpark

Bei Ebbe kann man den Meeresboden erreichen, der sich bei Flut mehr als neun Meter unter der Wasseroberfläche befindet. Über einen Holzweg sind auch der Wald und das Sumpfgebiet zugänglich. Mehr als 20 Wasserfälle befinden sich auf dem Parkgelände.
Im 19. Jahrhundert befand sich auf dem Parkgelände ein Sägewerk, das Holz für die nahegelegene Stadt Saint John und für den Export produzierte. Nachdem die im Gebiet liegenden Wälder gefällt waren, wurde es von den Menschen verlassen; im Jahre 1948 wurde es schließlich zu Neubraunschweigs erstem Nationalpark. Die offizielle Eröffnung fand am 29. Juli 1950 statt.